# 里克·奧卡西克
里克·奧卡西克（英語：Ric Ocasek，1944年3月23日—2019年9月15日），美国搖滾音樂家、創作歌手以及作曲家，前汽車合唱團樂隊歌手兼節奏結他手/詞曲作者。 2018年，他被加入摇滚名人堂。
作為前汽車合唱團的成員，他受歡迎的歌曲包括如《Emotion in Motion》、《Shake It Up》、《Magic》等。
2019年9月，他在纽约家中手术后恢复期间自然逝世。他生前患有冠狀動脈疾病。